# Нордтюринггау
Нордтюринггау (на немски: Nordthüringgau) е средновековно гау-графство в Свещената Римска империя, в Херцогство Саксония в съвременната провинция Саксония-Анхалт в Севeрна Германия. Намира се северно от река Боде и западно от река Елба на двете страни на река Алер.

## История
Графството Нордтюринггау става част от земите на Асканите в Алтмарк. По-късно към него се присъединява Гау Зеримунти, а след това принадлежи към Маркграфство Бранденбург. Разделя се исторически известно време на две, три и дори на четири части, които се управляват от различни графове. Попада към Северната марка, архиепископство Магдебург, марка Лужица и Баленщет.

## Графове в Нордтюринггау
- Асиг (* ок. 820) от Източната марка (ок. 850 – 900)
- Титмар фон Мерзебург († 932), най-възрастният син на граф Асиг, граф на Мерзебург, граф в Харцгау и Нордтюринггау
- Зигфрид († 959), граф в Нордтюринггау
- Геро I († 965), граф в Нордтюринггау (932 – 937)
- Кристиан († 950), граф в Нордтюринггау (937 – 944) и в Швабенгау (Билунги)
- Титмар I († 978), граф в Нордтюринггау (944 – 978)
- Лиудолф, граф в Нордтюринггау (Брунони)
- Дитрих фон Халденслебен († 25 август 985), граф в Швабенгау, граф в Нордтюринггау (956 – 983), граф в Дерлингау (966 – 985), от 965 г. първият маркграф на Северната марка
- Лотар II фон Валбек (* ок. 900/915, † 21 януари 964), от 929 г. граф на Дерлингау, Балсамгау, Нордтюринггау и граф на Валбек
- Дитрих фон Халденслебен († 25 август 985), граф в Швабенгау, от 956 г. граф в Нордтюринггау, от 966 – 985 граф в Дерлингау, от 965 г. първият на маркграф на Северната марка
- Фридрих III († юли 1002/ 15 март 1003), граф в Харцгау и Нордтюринггау (961 – 1002) и пфалцграф на Саксония (995 – 1002)
- Лотар III фон Валбек († 1003), граф в Нордтюринггау (966 – 985), от 964 до 1003 г. граф на Валбек от 993 до 1003 г. маркграф на Северната марка, граф в Нордтюринггау (966 – 985)
- Гизелхер († 1004), архиепископ на Магдебург (981 – 1004)
- Ходо I фон Лужица († 993), граф в Нордтюринггау (974 – 993), маркграф на Северна марка (985 – 993)
- Геро фон Лужица (* ок. 970; † 1015), граф в Нордтюринггау (993 – 1015)
- Титмар II (* ок. 990; † 1030), граф в Нордтюринггау (1015 – 1030)
- Езико фон Баленщет (* 990/1000; † 1060), граф на Баленщет, граф в Нордтюринггау (1030 – 1060), родоначалник на Асканите
- Адалберт II фон Баленщет (* ок. 1030; † 1080), граф на Баленщет, граф в Нордтюринггау (1069 – 1080) (Аскани)
- Бруно I (* 960/980; † 1014), син на Брун (граф в Дерлингау 965), граф в Дерлингау и Нордтюринггау, граф на Брауншвайг (Брунони)
- Лиутгер фон Суплинбург († сл. 1031), 1013 граф на Суплинбург, 1021 граф в Харцгау и Нордтюринггау, доказан 1013 до 1031 (Суплинбурги)
- Лутер († сл. 1063), граф в Нордтюринггау и Дерлингау (1042 – 1062) (Суплинбурги)
- Бернхард фон Суплинбург (* пр. 1043; † пр. 1069), граф на Суплинбург, 1052 г. граф в Харцгау, Дерлингау и в Нордтюринггау (1031 – 1069) (Суплинбурги)
- Зигфрид II фон Валбек († ок. 1087), граф в Нордтюрингенгау и Дерлингау (Удони)
- Фридрих I фон Зомершенбург (* ок. 1060; † 18 октомври 1120/1121), пфалцграф на Саксония (1097), граф в Хасегау, Нордтюринггау и Дерлингау
- Гебхард I фон Вернигероде († сл. 14 юли 1270), негов внук, граф в Дерлингау и Нордтюринггау